# 정담 (조선)
정담(鄭湛,1548년  ~ 1592년)은 임진왜란 때의 의병이다. 자는 징경이며 평해 정씨의 시조이다.

## 생애
무과에 급제하여 여러 벼슬을 거쳐 1592년 김제 군수가 되었다. 이 해 임진왜란이 일어나자 의병을 모집하여 이복남·황 박 등과 함께 웅치를 방어하였다. 이 때 금산을 거쳐 전주를 점령하려는 왜군을 웅치에서 끝가지 방어하다가 다른 의병들과 함께 전사하였다. 왜군이 그의 충절에 경의를 표하여 '조(弔) 조선국 충간의담'이라는 묘비를 세워 주었다. 그 후 숙종 때 정문(旌門)이 세워졌다.

## 같이 보기
- 임진왜란